# Jüdischer Friedhof (Nordstemmen)
Der Jüdische Friedhof in Nordstemmen, einer Gemeinde im niedersächsischen Landkreis Hildesheim, ist ein geschütztes Kulturdenkmal.
Auf dem Friedhof an der Bruchshöfenstraße, der vermutlich um 1850 angelegt wurde, befinden sich 25 Grabsteine. Der älteste Grabstein stammt aus dem Jahr 1858.

## Geschichte
Ab 1952 war der 387 m² große Friedhof im Besitz des Jewish Trust Corporation (JTC) und seit 1960 befindet er sich im Besitz des Landesverbandes der Jüdischen Gemeinden von Niedersachsen. Instandsetzungen erfolgten in den Jahren 1986 und 1994. Im Jahr 1996 wurde die Friedhofspflege vom Jugendrotkreuz übernommen.